# François Laudenbach
François Laudenbach (* 15. Januar 1945 in Paris) ist ein französischer Mathematiker, der sich mit Differentialgeometrie, symplektischer Geometrie und niedrigdimensionaler Topologie beschäftigt.
Laudenbach studierte ab 1963 an der École polytechnique, war danach im Seminar von Laurent Schwartz und promovierte bei Jean Cerf. Er war Hochschullehrer an der Universität Paris-Süd, der École normale supérieure de Lyon und der École polytechnique, bevor er Professor an der Universität Nantes wurde. Inzwischen ist er emeritiert.
Er veröffentlichte unter anderem mit Kollegen eine Darstellung des Werks von William Thurston über Selbstabbildungen von Flächen.
Zu seinen Doktoranden zählen Jean-Claude Sikorav (mit dem er wichtige Arbeiten in der symplektischen Geometrie ausführte) und Claude Viterbo.

## Schriften
- mit Albert Fathi, Valentin Poénaru Thurston’s work on surfaces, Princeton University Press 2011 (zuerst französisch Travaux de Thurston sur les surfaces, Astérisque, Band 66/67, Société Mathématique de France 1979)
- Topologie de la dimension trois: homotopie et isotopie, Société Mathématique de France, Paris 1974
- Transversalité, Courants et Théorie de Morse: un cours de topologie différentielle, École Polytechnique 2011 (mit Übungen von François Labourie)
- Calcul différentiel et intégral, École Polytechnique, 2000
- mit Sikorav Persistance d´intersection avec la section nulle au cours d´une isotopie hamiltonienne dans une fibré cotangent, Inventiones Mathematicae, Band 82, 1985, S. 349–357